# Ernst Wetter

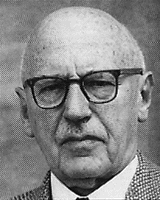
Ernst Wetter

Ernst Wetter (ur. 27 sierpnia 1877, zm. 10 sierpnia 1963) – szwajcarski polityk, członek Rady Związkowej od 15 grudnia 1938 do 31 grudnia 1943. Kierował departamentem finansów (1939–1943). Był członkiem Radykalno-Demokratycznej Partii Szwajcarii.
Pełnił także funkcję prezydenta (1941) Konfederacji.